# كأس الجبل الأسود 2013–14
كأس الجبل الأسود 2013–14 هو الموسم 8 من كأس الجبل الأسود. أقيم خلال الفترة 17 سبتمبر 2013 وحتى 21 مايو 2014، وأشرف على تنظيمه اتحاد الجبل الأسود لكرة القدم، وكان عدد الأندية المشاركة فيه 30، وفاز فيه نادي لوفتشين.